# Badenella fallaciosa
Badenella fallaciosa là một loài bọ cánh cứng trong họ Cerambycidae.